# Α-吡咯烷基苯丙酮
α-吡咯烷基苯丙酮（英語：α-Pyrrolidinopropiophenone，缩写：α-PPP，或称为：1-苯基-2-吡咯烷-1-基丙-1-酮）是一种含氮有机化合物，分子式C13H17NO，属于卡西酮衍生物，结构与安非拉酮类似，能作为兴奋剂。